# Browning (Illinois)
Pour les articles homonymes, voir Browning.
Browning est un village situé à l'est du comté de Schuyler dans l'Illinois, aux États-Unis,. Le village est incorporé le 18 mai 1899.

## Démographie
Lors du recensement de 2010, le village comptait une population de 137 habitants. Elle est estimée, en 2016, à 126 habitants.

### Source de la traduction
- (en) Cet article est partiellement ou en totalité issu de l’article de Wikipédia en anglais intitulé « Browning, Illinois » (voir la liste des auteurs).